# 317 f.Kr.

## Händelser

### Efter plats

#### Makedoniska riket
- Seleukos går samman med Antigonos mot Eumenes och återtar Babylon.
- Armeniens persiske satrap Ardvates frigör sitt land från makedonisk kontroll.
- Efter att ha erövrat Aten från Makedoniens regent Polyperkhon överlåter Kassander styret över staden till den atenske talaren, statsmannen och filosofen Demetrios Falereios.
- Polyperkhon flyr till Epiros, där han går samman med Alexander den stores mor Olympias, hans änka Roxana och hans unge son Alexander IV. Han bildar en allians med Olympias, som är förmyndare för Alexander IV, och kung Aiakides av Epiros.
- Medan Kassander är upptagen på Peloponnesos leder Olympias en armé in i Makedonien. Till en början är hon framgångsrik och besegrar kung Filip III Arrhidaios av Makedonien. Hon fångar kung Filip och hans hustru Eurydike, samt Kassanders bror Nikanor, och låter mörda dem.
- Ptolemaios gifter sig med sin förra hustru Eurydikes hovdam Berenike.

#### Sicilien
- Akestorides, stammande från Korinth, får högsta befälet över Syrakusas invånare.
- Efter att två gånger ha blivit förvisad, för att ha försökt störta det oligarkiska partiet, återvänder Agathokles med en armé och förvisar eller mördar omkring 10.000 invånare (inklusive oligarkerna), samt gör sig själv till tyrann av Syrakusa. Akestorides förvisas från staden.

### Efter ämne

#### Konst
- Privata gravmonument förbjuds på Atens kyrkogårdar.

## Avlidna
- Filip III, kung av Makedonien sedan 323 f.Kr. (avrättad på Olympias order; född omkring 359 f.Kr.)
- Eurydike III, drottning av Makedonien (avrättad på Olympias order)